# 滑鱗叫姑魚
滑鱗叫姑魚為輻鰭魚綱鱸形目鱸亞目石首魚科的其中一種，分布印度西太平洋區的澳洲及巴布亞紐幾內亞海域，棲息深度45-60公尺，體長可達14公分，棲息在沿海海域，可做為食用魚。